# Ulvaceae
Ulvaceae este o familia de alge verzi. 

## Genuri în familia Ulvaceae
- Blidingia
- Chloropelta
- Enteromorpha
- Percursaria
- Ulva
- Ulvaria
- Umbraulva